# Vlastislav Škvařil
Vlastislav Škvařil je česko-australský supermaratónec.
Narozen 28. srpna 1939 v Hodoníně na Moravě, vystudoval Mlékařskou školu v Kroměříži.
V r. 1969 emigroval s celou rodinou – manželkou Josefou, roz. Koštuříkovou a dvěma syny – do Rakouska, odtud do Austrálie. V Adelaide pracoval ve zmrzlinárně. Milan Vyhnálek se o něm dověděl v Kroměřížské mlékárenské škole. Nabídl mu místo ve své mlékárně Lactos na Tasmánii ve městě Burnie. Přestěhoval se tam i s rodinou a od píky se postupně vypracoval na Production Manager. V Lactose pracovala celá jeho rodina. V mlékárně a v máslárně. Každý rok zval střídavě své a manželčiny rodiče na 6 měsíců k sobě na návštěvu, přičemž hradil kompletně všechny náklady, tj. letenky, víza a celý pobyt. Až ve stáří přiznal, že si na to museli s manželkou i vypůjčit peníze. Určitý čas měli potravinový obchod. V současnosti má 2 syny, 6 vnuků a 9 pravnuků. Je znám jako špičkový supermaratonec, drží světový rekord na šestidenní běh ve své kategorii, je jediným člověkem, který proběhl Austrálii nejen od nejjižnějšího bodu Tasmánie po nejsevernější bod Austrálie, ale i od nejvýchodnějšího bodu Austrálie po nejzápadnější, dohromady téměř 6000 km. Další tisíce km naběhal kolem Tasmánie a po různých trasách na pevninské Austrálii. Doprovodné vozidlo řídila Joža, jeho manželka. Tyto akce byly spojeny s benefiční finanční sbírkou pro děti trpící rakovinou. Všechny náklady na tyto cesty si financoval sám a vysbírané peníze šly do posledního centu dětem. Dohromady to činí hodně přes 100 000 dolarů.
Dodnes je aktivně činný i jako sportovec.
Byl nominován na muže roku v Tasmánii.
Byl zakladatelem parašutistického klubu v Tasmanii.
V současnosti má těch pravnuků 13 a čtrnáctý je na ceste.Rok 2024.